# Référendum moldave de 2019
Un  double référendum a lieu le 24 février 2019 en Moldavie en même temps que les élections législatives. La population est amenée à se prononcer sur une réduction du nombre de parlementaires de 101 à 61, ainsi que sur l'introduction du référendum révocatoire à leur encontre.
Les deux propositions sont approuvées par les électeurs à de larges majorités. Le référendum, porté par 53 députés sur proposition de leur confrère Sergiu Sirbu, n'est néanmoins que consultatif. La législature élue le même jour décidera ainsi de quelle manière mettre en œuvre ces propositions,.

## Mise en œuvre
Le Parlement de Moldavie vote le 30 novembre 2018 la tenue d'un vote consultatif sur ces deux questions le même jour que les législatives. Sur les 101 députés, 53 votes pour et 0 contre. Le 5 décembre suivant, le président Igor Dodon ratifie le texte.
En accord avec les articles 66b, 75 et 181 de la constitution, le parlement choisit pour forme du référendum celle d'un scrutin non contraignant. Dans le cas contraire, une participation minimale d'un tiers des inscrits aurait été requise, et le résultat n'aurait ainsi été contraignant qu'à la condition d'atteindre ce quorum.  Le scrutin étant consultatif, la réforme constitutionnelle approuvée par les électeurs devra être votée par le parlement à la majorité qualifiée des deux tiers du total de ses membres, soit 68 voix,,.

## Résultats
| Choix                    | Parlement de 61 députés | Parlement de 61 députés | Référendum révocatoire | Référendum révocatoire |
| Choix                    | Votes                   | %                       | Votes                  | %                      |
| ------------------------ | ----------------------- | ----------------------- | ---------------------- | ---------------------- |
| Pour                     | 744 529                 | 73,66                   | 808 266                | 79,97                  |
| Contre                   | 266 188                 | 26,34                   | 202 497                | 20,03                  |
|                          |                         |                         |                        |                        |
| Votes valides            | 1 010 717               | 88,33                   | 1 010 763              | 88,40                  |
| Votes blancs et nuls     | 133 544                 | 11,67                   | 132 634                | 11,60                  |
| Total                    | 1 144 261               | 100                     | 1 143 397              | 100                    |
| Abstentions              | 1 793 834               | 61,05                   | 1 793 898              | 61,07                  |
| Inscrits / Participation | 2 938 095               | 38,95                   | 2 937 295              | 38,93                  |

Êtes-vous en faveur de la réduction du nombre de députés de 101 à 61 ?
| Pour 744 529 (73,66 %) |  |  | Contre 266 188 (26,34 %) |
| ▲                      |  |  |                          |
| Majorité absolue       |  |  |                          |

Voulez-vous que le peuple puisse révoquer les députés s'ils ne remplissent pas correctement leurs obligations?
| Pour 808 266 (79,97 %) |  |  | Contre 202 497 (20,03 %) |
| ▲                      |  |  |                          |
| Majorité absolue       |  |  |                          |